# 伊東長久
伊東 長久（いとう ながひさ）は、戦国時代から安土桃山時代にかけての武将。赤母衣衆の一人。備中伊東氏岡田藩主家の祖。諱は初め祐之（すけゆき）、『寛政譜』では祐久（すけひさ）で、後に織田信長より偏諱を賜って長久に改める。通称は七蔵とも清蔵ともいい、七蔵と清蔵は別人との説もあるが、谷口克広は同一人物としている。

## 生涯
若狭守の子で武兵衛は兄。一族はもともと相模国の出身だが、祖父の長時の頃に尾張岩倉に移住し、祐之はかなり早くに織田信長に仕えた。堀田左内・城戸少左衛門と共に「鑓三本」に数えられた槍の名手。
天文21年（1552年）、尾張三本木村（萱津の戦い）では、兜をつける隙きも無く編笠をかぶって奮戦したことで、信長より「編笠清蔵」の異名で呼ばれたと伝わる。
永禄年間に選抜された信長の母衣衆では赤母衣衆に選抜された。
元亀元年（1570年）の小谷城攻めで活躍し、信長から一字拝領を受けて長久と改めた。
天正元年（1573年）8月からの小谷城の戦いの終盤には、羽柴秀吉の配下として参戦。この戦闘では刀、脇差などを紛失しながらも無刀で三人を討ったという。その後も羽柴秀吉に従い、同年9月、秀吉の腰母衣衆に選ばれ、旗奉行ともなる。
天正12年（1584年）の小牧の戦いに従軍した。秀吉本陣の備えとして佐久間忠兵衛、真野助宗、池田与左衛門、速水守久、佐藤主計頭、尼子六郎左衛門と共に小姓組七手の合計4,000を率いた。
天正13年（1585年）8月、佐々成政に対する越中征伐に従軍したが、加賀国金沢城で病死したという。死地は金沢ではなく小松ともいう。享年53。
跡を継いだ子の長実は岡田藩初代藩主となり、子孫は明治維新まで一貫して岡田藩主を務め華族（子爵）に列せられている。